# Pico Victoria (Belice)

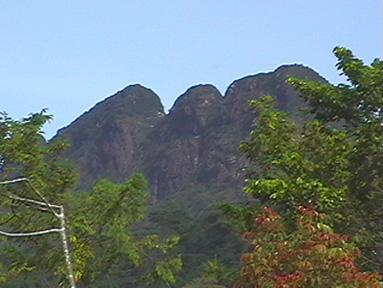
Pico Victoria

El Pico Victoria pertenece a los montes Maya y es la segunda montaña más alta de Belice. El pico está situado a tan solo 57 km de Doyle's Delight, la más alta del país, en la Reserva natural de la cuenca Cockscomb. La altura de la que fue considerada durante mucho tiempo como la montaña más alta de Belice es de 1120 metros sobre el nivel del mar.
La primera exploración y ascenso fueron ejecutados por los británicos en 1888 y 1889 aunque realmente ascendieron a una montaña cercana que, por error, llamaron Pico Victoria. Se está convirtiendo en destino turístico de escalada y senderismo ya que su tupida flora selvática la convierte en atractiva. También se puede disfrutar de la reserva de los jaguares en el Cockscomb.
- Datos: Q765910